# Олешковские пески (национальный парк)
«Оле́шковские пески́» (укр. Оле́шківські піски́) — национальный природный парк, расположенный на месте одноименного песчаного массива на территории Херсонского района (Херсонская область, Украина). Создан 23 февраля 2010 года. Площадь — 8 020,36 га.

## История
Природный парк был создан 23 февраля 2010 года согласно указу Президента Украины Виктора Ющенко № 221/2010 с целью сохранения, возобновления и рационального использования типичных и уникальных степных и водных природных комплексов Приднепровья, имеющих важное природоохранное, научное, эстетическое, рекреационное и оздоровительное значение. Парк был создан на территории 8020 га, вместо 40 тыс. га запрашиваемых земель. Осенью 2011 года национальный парк начал свою работу: был назначен директор и набран штат специалистов.

## Описание
В состав парка согласовано в установленном порядке включение 8 020,36 гектара земель государственной собственности, а именно: 5 222,30 гектара земель, которые изымаются у землепользователей и предоставляются парку в постоянное пользование, и 2 798,06 гектара земель, которые включаются в состав парк без изъятия.
Национальный природный парк расположен на территории двух участков (арен) Алешковских (Нижнеднепровских) песков — Казачьелагерной (крайняя восточная, южнее села Казачьи Лагери) и Виноградовской (Чалбасской) (крайняя юго-восточная, севернее села Виноградово). Парк «Олешковские пески» создан с целью охраны природных комплексов Алешковских песков: песчаные степи и полупустынные участки, лесные сообщества (лиственные рощи), луга, заболоченные участки и водоёмы.
Для осуществления охраны создана Служба государственной охраны Природно-заповедного фонда Национального природного парка «Олешковские пески», возглавляемая директором А. В. Непрокиным. Служба состоит из таких отделов: Отдел государственной охраны Природно-заповедного фонда НПП «Олешковские пески», охраны научно-исследовательских природоохранных участков (Буркутского и Раденского), а также есть пожарная охрана, главный природовед и некоторые другие сотрудники. В настоящее время в парке мониторинг природной среды осуществляет научный отдел. Полевые исследования на территории парка были начаты зимой 2012 года.

## Природа
Казачьелагерная арена практически не облесена, песчаный массив окружён краевым (периферийным) кольцом сосновых насаждений. Ландшафт Виноградовской арены представлен чередующимися песчаной степью, сосновыми лесами (с участками акации), маленькими озёрами, тростниковыми зарослями и лиственными рощами. Ландшафт парка «Олешковские пески» имеет сходства с польским национальным парком Словиньский.
Лесные массивы преимущественно представлены сосной и акацией, а также тополем. На территории парк расположены крупнейшие массивы берёзы в Нижнем Приднепровье, представленные берёзой днепровской (Betula borysthenica) — эндемик.
Фауна представлена примерно 1 тысячей видов насекомых, 5 видами пресмыкающихся, десятками видов птиц, 15—17 видами млекопитающих, а также земноводными, обитающими в небольших озёрах. Есть дикие кабаны и волки, а также охотничьи виды, такие как утки (на озёрах), зайцы, фазаны. Здесь обитают самые крупные группировки (популяции) тушканчика-емуранчика (Stylodipus telum) и песчаного слепыша (Spalax arenarius).